# Rajkumar Hirani
Pour les articles homonymes, voir Rajkumar (homonymie).
Rajkumar Hirani est un réalisateur, producteur, monteur et scénariste indien. 

## Biographie
En juin 2019, lors du 22e Festival international du film de Shanghai, il fait partie du jury du réalisateur turc Nuri Bilge Ceylan.

## Filmographie
- 1994 : Jazbaat de Anant Balani, avec Suchitra Krishnamoorthi - monteur
- 2000 : Mission Kashmir de Vidhu Vinod Chopra, avec Sanjay Dutt, Hrithik Roshan et Preity Zinta - monteur
- 2003 : Munna Bhai M.B.B.S., avec Sanjay Dutt, Gracy Singh et Arshad Warsi - réalisateur et scénariste
- 2004 : Shankar Dada MBBS de Jayant Paranji et Veerabadhra Chowdhary, avec Chiranjeevi et Sonali Bendre - scénariste (histoire)
- 2005 : Parineeta de Pradeep Sarkar avec Sanjay Dutt, Saif Ali Khan et Diya Mirza - producteur associé
- 2006 : Lage Raho Munna Bhai, avec Sanjay Dutt, Arshad Warsi et Vidya Balan - réalisateur, monteur et scénariste
- 2009 : 3 Idiots, avec Aamir Khan - réalisateur
- 2014 : PK (scénario, réalisation)
- 2018 : Sanju, avec Ranbir Kapoor- réalisateur
- 2023 : Dunki avec Shah Rukh Khan, réalisateur

## Récompenses
- Filmfare Awards
  - 2004 : Meilleur film (critiques) / Meilleur scénario pour Munna Bhai M.B.B.S.
- IIFA Awards
  - 2004 : Meilleur scénario pour Munna Bhai M.B.B.S.